# 堤川駅 (青森県)
堤川駅（つつみがわえき）は、かつて青森県青森市造道大字浪打にあった運輸省（後の日本国有鉄道）東北本線貨物支線の駅（休止駅）である。
浪打駅から分岐した支線の先にある貨物駅であった。

## 歴史
第二次世界大戦に際して、北海道産の石炭を京浜工業地帯を中心とする軍需工場で消費するために、青函連絡船と東北本線を通過する輸送量は急速に増大した。しかしこうした経路は輸送力の限界に達している状況であった。
これを打開するために青函航路の輸送力増強が進められるとともに、機帆船を動員して石炭を輸送し、東北地方の各地の港に陸揚げしてそこから鉄道輸送を行った。これに対し青森港では石炭荷役設備が狭小となってきたため、堤川の河口付近に新たに機帆船のバースを新設して石炭の陸揚げに使用することになった。これと連絡して、埠頭付近まで浪打駅から分岐する貨物線を敷設して、埠頭に新たに堤川駅を設置することになった。1944年（昭和19年）6月15日に開設の告示が当時の運輸通信省から出され、同日使用開始された。浪打駅からのキロ程は2.2キロメートル、石炭の発送に限定した貨物駅であった。
この臨港貨物線は浪打駅長により管理されており、7月5日付で線内の運行方法が定められた。線内は入換の扱いで運転され、事前に電話で打ち合わせること、操車係が列車に乗り込むこと、浪打駅に入る際に一旦停止して信号機の現示に従って入線することなどが定められていた。
終戦後、1946年（昭和21年）10月20日に休止告示がなされた。起点側の浪打駅はその後、1968年（昭和42年）に所属していた東北本線のルート変更に伴い廃駅となったが、当駅に関しては特段の廃止の公示はされていない。

## 隣の駅
運輸省
東北本線（貨物支線）
浪打駅 - 堤川駅